# Талышский язык
Талы́шский язы́к — язык северо-западной группы иранской ветви индоевропейской языковой семьи, язык талышей.
Распространён в Талыше. Является прямым потомком или ближайшим родственником иранского языка азери (азари), распространённого на территории Азербайджана до прихода сельджуков.
Число говорящих — от 184 100 до 1 300 000 человек.
Современный талышский язык состоит из трёх основных диалектных массивов: южный (Иран), центральный (Иран) и северный (Иран/Азербайджанская Республика). Наиболее изученным является последний, в котором насчитываются не менее шести говоров — ленкоранский, астаринский, лерикский, масаллинский, шувинский и анбаранский. Из центральных и южных говоров известны масулинский, асалемский, хошабарский, туларудский, визнинский, шандерманский, паресарский и зидинский. Различия между основными диалектами талышского языка, по сути, незначительны, что обусловлено прежде всего тем, что талыши всегда компактно проживали на единой территории. Эта ситуация в значительной степени способствовала интеграции диалектов, приведшей к возникновению наддиалектного койне в некоей форме литературного языка.
Талышский язык подвёргся значительному влиянию азербайджанского и гилякского языков. Причём талышский также повлиял на гилякский язык. Несмотря на это, он сохраняет все свои исконные черты и является одним из наиболее богатых и архаичных представителей иранской группы языков.
Кроме талышей, на территории Азербайджана живут и другие ираноязычные народы — таты и курды.
Одним из ближайших родственников талышского языка является ныне мёртвый килитский язык, бывший распространённым на территории современного Ордубадского района Нахичеванской области вплоть до полного перехода местного населения на современный азербайджанский язык. Генетически ближайшим талышскому языком является курдский (особенно диалекты зазаки, горани и курманджи). В Талыше и прилегающей с юга части Ирана существует несколько диалектов талышского языка; одной из различительных черт следует упомянуть отсутствие или наличие интервокального или ауслаутного -r-, -r.

## История

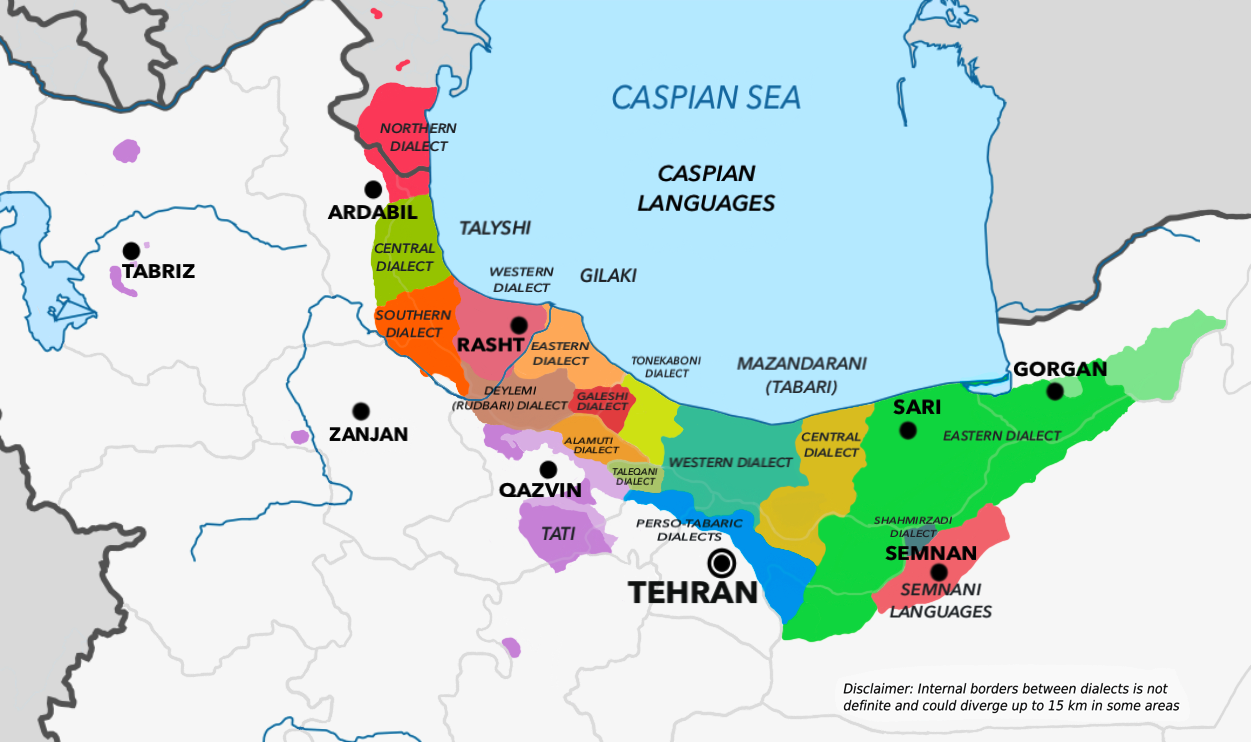
Диалекты талышского (северо-запад), гилякского (центр, окр. г. Рашта) и мазандеранского языков (юго-восток) и семнанский язык.

Талышский язык является прямым потомком или ближайшим родственником древнего иранского языка азери (азари), распространённого на территории Азербайджана до прихода сельджуков. Язык азери существовал предположительно вплоть до XVII века, был вытеснен азербайджанским языком. Как установил Б. В. Миллер, к талышскому близко ардебильское наречие XIV века, на котором писал свои стихи шейх Сефи ад-Дин, и высказал мысль, что талышский язык вполне может считаться потомком одного из говоров языка азери. Начиная с эпохи Сефевидов азербайджанский язык сильнее начал вытеснять талышский и талышские элиты поддерживали его распространение и обучение. Талышский язык был одним из разговорных языков Талышского ханства (1747—1841).
Во время своего путешествия магистр Диттель Вильям Францевич (1816—1848) побывав в столице Талышского ханства Ленкорани сообщает сведения о талышском языке, как о более самостоятельном, нежели язык татов и состоящий из самобытных элементов, оригинальном. Диттель составил довольно значительное собрание слов и правил талышского языка, записал 3-4 песни от талышей.
Начало изучению талышского языка было положено в 1842 году работой русского ираниста А. Ходзько «Specimens of the popular poetry of Persia», в которой было опубликовано 15 талышских четверостиший и языковой комментарий к ним. В Справочном энциклопедическом словаре Старчевского, изданном в 1848 году, даётся следующее описание языка:
Талышское наречие — одно из главных шести наречий персидского языка, употребляемое в Талышском ханстве, где, быть может, его родина. По формам своим, как грамматическим, так и лексикографическим, оно чувствительно удаляется от других наречий. Грамматические его формы, за исключением наращения множественного числа у или ун, принадлежащего персидскому языку, самобытны и не происходят ни от пеглеви, ни от другого языка. Оно ставит все притяжательные местоимения впереди имени, и самые местоимения в нём оригинальны.
В 1894 году генерал-майор талышского происхождения Мир Асад-бек проживая в Тбилиси, помог лингвисту и этнографу Лопатинскому Л. Г. в проверке собранных им на талышском языке «Талышинских текстов». Два текста на талышском языке, это талышские сказки — «Волшебное яблоко» и «Трус», — с переводом на русский язык были опубликованы в «Сборнике материалов для описания местностей и племён Кавказа». Данные тексты Лопатинскому Л. Г. сообщены были учителем Ленкоранского начального училища Теймур-беком Байрамалибековым.
В Азербайджанской ССР в области исследования талышского языка ещё в 1930-е гг. была проведена значительная работа. С целью ликвидации неграмотности среди талышей в 1928 году на основе латинской графики был создан алфавит талышского языка. В этот период были открыты школы на талышском языке, а в городе Ленкорань был организован Талышский педагогический техникум. Были написаны учебники для неполного среднего образования до 6 класса талышских школ. К концу 1920-х было налажено книгоиздание на талышском языке на базе бакинского издания «Азернешр», создан талышский театр. Особые заслуги в этом деле принадлежат Зульфугару Ахмедзаде, Музаффару Насирли, Шохубу Мурсалову, Гуламу Алекберли, благодаря деятельности которых в 1930-х годах были изданы азбука, школьные учебники и книги, посвященные талышскому языку. В период 1930—1938 гг. на талышском языке было издано много переводов художественной литературы, талышский язык был исследован и азербайджанскими учеными языковедами. Начали издаваться газеты и журналы на талышском. К этому времени приходится и возрождение талышской литературы. Наряду с этим, в конце 20-х гг. талыши Азербайджанской ССР, равно как и курды и таты республики, учились у тюрков или своих «соотечественников», способных изъясняться только на тюркском языке. Как отмечает немецкий исследователь Йорг Баберовски, в марте 1927 года член Совета национальностей ЦИК СССР Алигейдар Караев информировал ЦК АзКП о том, что талышское население хочет изучать «тюркский язык и обучать детей своих на тюркском».
В начале 1930-х годов делались попытки ввести талышский язык в начальных школах, в Баку были изданы книги на талышском языке, а в газете «Красный Талыш» помимо азербайджанского языка, публиковались статьи и на талышском, но затем, как указывает Б. В. Миллер, «выяснилась малая практическая полезность для самих же талышей этого начинания».
В 1930-х годах при Азербайджанском государственном научно-исследовательском институте была открыта секция по изучению и развитию талышской культуры. При союзе азербайджанских писателей-пролетариев организован отдел талышских писателей-пролетариев с целью просветления талышских рабочих и колхозников.
После пленума ЦК, состоявшегося 6 июня 1937 г. накануне XIII съезда Компартии Азербайджана, где обсуждался вопрос о содержании предстоящего отчета ЦК съезду, в числе других был затронут вопрос об очищении азербайджанского языка от фарсидских, арабских и османских наслоений. Один из участников обсуждения заговорил о необходимости «очищения татского языка». На что Мирджафар Багиров сказал — «Я думаю, пора перейти от татского, курдского, талышского языков к азербайджанскому языку. Наркомпрос должен проявить инициативу, все они азербайджанцы.»
После данного пленума было принято решение от отхода обучения на иных языках и перехода на азербайджанский язык, были закрыты школы на талышском языке, прекращены периодические издания, а талышские учёные и общественные деятели (Ахмедзаде З., Насирли М. и др.) подверглись репрессиям.
Исследователями (Л. А. Пирейко) признается наличие лишь говорных различий в языке талышей, проживающих в Азербайджанской Республике. Южный диалект талышского языка (масулеи), бытующий в Иранском Азербайджане, характеризуется большей близостью к диалектам группы тати, а также большим влиянием со стороны персидского языка.
«Организация наций и народов, не имеющих представительства» сообщает, что в Азербайджане, носители талышского языка подвергаются агрессивным попыткам ассимиляции — на талышском нет формального образования, и власти не поощряют чтение и говорение на этом языке. Вместо этого талышам рекомендуется использовать азербайджанский или персидский в формальных ситуациях. Таким образом, число молодых людей, которых воспитывают на талышском языке, сокращается, язык в настоящее время классифицируется ЮНЕСКО как «уязвимый» (по критерию межпоколенческой передачи от родителей детям). Это представляет серьёзную угрозу для культурной целостности талышей, и поэтому одной из ключевых целей Талышского национального движения является большая языковая свобода.
Тюркизации талышского языка способствует и политика переименования топонимов и гидронимов, например названия районных центров Ланкон (в Лянкяран), Лик (Лерик), Осторо (Астара), Масалу (Масаллы), селения Озобижон (в Гюнешли), Мәдо (в Махмудавар), Акон (Аркиван), Арчон (Арчиван), Руакано (Чайгырагы), Гомушавон в Гёйшабан.
В 2003 году приказом Министерства образования Азербайджанской Республики утверждены учебные программы для 1-4-го классов средней школы по талышскому языку.
В декабре 2020 года вышло приложение «Learn Talysh», самоучитель талышского языка. Приложение имеет в составе 12 мини-уроков, игровая форма подачи информации, яркие изображения заинтересует и детей, чьи родители захотят обучить их языку.
В 2021 году научно-просветительским проектом «TOLYSHNOMA», созданным в 2020 году руководителем Союза талышской молодёжи историком-исследователем Вугаром Салаевым, было разработано приложение «Talysh Dictionary (by F. Aboszoda)» предлагающее электронные словари с талышского языка сразу на 4 языка: русский, азербайджанский, английский и персидский. Автором всех четырёх словарей, включённых в приложение, является политолог, учёный и общественный деятель Фахраддин Абосзода.
30 августа 2023 года была запущена Талышская Википедия, новый раздел Википедии на талышском языке, позволяющий талышам читать статьи и получать знания на родном талышском языке.

## Лингвистическая характеристика

### Фонетика и фонология
Виктория Ярцева в книге «Языки мира: Иранские языки» пишет:
Длительными контактами с тюркскими языками, в частности с азербайджанским языком, обусловлены следующие явления на фонетическом уровне: 1) частичный вокалический сингармонизм; 2) ассимиляция прогрессивная и регрессивная; 3) изменение фонемы u, ее более передняя артикуляция (и, как результат, спорадическое ö, чуждое талышскому). Такие общие для талышского и азербайджанского  консонантизма особенности, как придыхательность p, t, k, неполнозвонкость b, d, g  и особый характер звучания так называемого "кафа".

### Грамматика

#### Местоимения
Личные местоимения (например, «я», «он», «она») в предложениях необязательны. Для выражения первого лица единственного числа как az, так и men используются одинаково. Личные окончания в случае употребления men не ставятся (это иногда напоминает переход к эргативности — собственно, не «я читаю», а «мной читано»), например:
- men xanda («я читаю»), az bexun-em («должен ли я читать…»);
- men daxun! («позвони мне!»), az-daxun-em («должен ли я позвонить…»).

Существует несколько префиксов, которые делают из обычных форм местоимений притяжательные: če / ča и eš / še. Схожие формы есть в татских диалектах.
| Обычные формы | Обычные формы | Обычные формы |
| Лицо          | Единственное  | Множественное |
| ------------- | ------------- | ------------- |
| 1-е           | az/âz, men    | ama           |
| 2-е           | te            | šema          |
| 3е            | ay            | ayēn          |

| Притяжательные формы | Притяжательные формы | Притяжательные формы |
| Лицо                 | Единственное         | Множественное        |
| -------------------- | -------------------- | -------------------- |
| 1-е                  | če-men, če-mi        | ča-ma                |
| 2-е                  | eš-te                | še-ma                |
| 3е                   | ča-y, ča             | čai: mun             |

#### Глаголы
- превербы: â / o, da, vi / i / ē / â, pē / pi;
- отриц. частицы: ne, nē, ni;
- префикс сослагательности и императивности: be;
- маркеры длительности: a, ba, da.

| личные окончания | личные окончания               | личные окончания                       |
| Лицо             | Единственное                   | Множественное                          |
| ---------------- | ------------------------------ | -------------------------------------- |
| 1-е              | -em, -ema, -emē, -ima, -um, -m | -am, -emun(a), -emun(ē), -imuna, -imun |
| 2-е              | -i, -er(a), -eyē, -iša, -š     | -a, -erun(a), -eyunē, -iruna, -iyun    |
| 3е               | -e, -eš(a), -eš(ē), -a, -ē, -u | -en, -ešun(a), -ešun(ē), -ina, -un     |

##### Спряжения
Самое общее правило — основа прошедшего времени образуется удалением маркера инфинитивности (ē), однако основа настоящего времени и повелительное наклонение часто образуется нерегулярно и даже супплетивно. Однако для целого ряда глаголов основы настоящего и прошедшего времени идентичны; be — маркер императивности не добавляется смотря по ситуации.
Таблицы внизу показывают спряжение первого лица ед. числа глагола «шить» в нескольких диалектах из трёх диалектных категорий:

###### Основы и повелительное наклонение
| основы и повелительное наклонение   | основы и повелительное наклонение | основы и повелительное наклонение | основы и повелительное наклонение | основы и повелительное наклонение |
|                                     | Северная (Lavandavili)            | Центральная (Taleshdulaei)        | Южная (Khushabari)                | Тати (Kelori)                     |
| ----------------------------------- | --------------------------------- | --------------------------------- | --------------------------------- | --------------------------------- |
| Инфинитив                           | dut-ē                             | dašt-ē                            | dēšt-ē                            | dut-an                            |
| Основа прошедшего времени           | dut                               | dašt                              | dēšt                              | dut                               |
| Основа настоящего времени           | dut                               | dērz                              | dērz                              | duj                               |
| Императив(Повелительное наклонение) | be-dut                            | be-dērz                           | be-dērz                           | be-duj                            |

###### Действительный залог
| Действительный залог      | Действительный залог    | Действительный залог   | Действительный залог       | Действительный залог | Действительный залог |
| Форма                     | Время                   | Северный (Lavandavili) | Центральный (Taleshdulaei) | Южный (Khushabari)   | Тати (Kelori)        |
| ------------------------- | ----------------------- | ---------------------- | -------------------------- | -------------------- | -------------------- |
| Инфинитив                 | -                       | dut-ē                  | dašt-ē                     | dēšt-ē               | dut-an               |
| Индикатив                 | Настоящее время         | dute-da-m              | ba-dašt-im                 | dērz-em              | duj-em               |
| "                         | прошедшее время         | dut-emē                | dašt-em                    | dēšt-em              | bedut-em             |
| "                         | перфект                 | dut-amē                | dašt-ama                   | dēšt-ama             | dute-mē              |
| "                         | прошедшее несовершенное | dute-aymē              | adērz-ima                  | dērz-ima             | duj-isēym            |
| "                         | прошедшее совершенное   | dut-am bē              | dašt-am-ba                 | dēšt-am-ba           | dut-am-bē            |
| "                         | будущее                 | pima dut-ē             | pima dašt-ē                | pima dēšt-ē          | xâm dut-an           |
| "                         | настоящее длительное    | dute da-m              | kâr-im dašt-ē              | kâra dērz-em         | kerâ duj-em          |
| "                         | прошедшее длительное    | dut dab-im             | kârb-im dašt-ē             | kârb-im dēšt-ē       | kerâ duj-isēym       |
| Сослагательное наклонение | настоящее время         | be-dut-em              | be-dērz-em                 | be-dērz-em           | be-duj-em            |
| "                         | прошедшее время         | dut-am-bu              | dašt-am-bâ                 | dēšt-am-bu           | dut-am-bâ            |
| условное наклонение       | прошедшее               | dut-am ban             | ba-dērz-im                 | be-dērz-im           | be-duj-im            |

###### Страдательный залог
| Пассив         | Пассив                 | Пассив             | Пассив                | Пассив               | Пассив          |
| Форма          | Время                  | Сев. (Lavandavili) | Центр. (Taleshdulaei) | Юж. (Khushabari)     | Тати (Kelori)   |
| -------------- | ---------------------- | ------------------ | --------------------- | -------------------- | --------------- |
| Инфинитив      | -                      | dut-ē              | dašt-ē                | dēšt-ē               | dut-an          |
| Индикатив      | Презенс                | duta bē dam        | dašta babim           | dēšta bum            | duta bum        |
| "              | Претерит               | duta bēm           | dašta bima            | dēšta bima           | bedujisim       |
| "              | Несовершенный претерит | duta be-am be      | dašta abima           | dēšta bistēm         | duta bisim      |
| "              | Перфект                | duta beam          | dašta baima           | dērzistaima          | dujisim         |
| "              | Давнопрошедшее         | duta beam bē       | dērzista bim          | dērzista bim         | dujisa bim      |
| "              | Настоящее длительное   | duta bē dam        | kâra dašta babima     | kšra dēšta bum       | kerâ duta bum   |
| "              | Прошедшее длительное   | duta bēdabim       | kâra dašta abima      | kâra dēšta bistēymun | kerâ duta bisim |
| Сослагательное | Презенс                | duta bebum         | dašta bebum           | dēšta bebum          | duta bebum      |
| "              | Претерит               | duta beabum        | dašta babâm           | dēšta babâm          | dujisa biya-bâm |

###### Падежные маркеры и предлоги
Существует 4 падежа, номинатив (не отмечен), генетив, аккузатив и эргатив. Винительный падеж часто используется, чтобы выразить простой косвенный объект в дополнение к прямому объекту. Эти падежные формы, на самом деле, — только частицы, правда переходящие в агглютинативные «прилепы», подобно тому, как персидский послеслог râ.
| маркеры падежей и предлоги | маркеры падежей и предлоги | маркеры падежей и предлоги      | маркеры падежей и предлоги                   | маркеры падежей и предлоги | маркеры падежей и предлоги            |
| -------------------------- | -------------------------- | ------------------------------- | -------------------------------------------- | -------------------------- | ------------------------------------- |
| Падеж                      | Маркер                     | Образец(цы)                     | Persian                                      | ‌                           | Русский                               |
| Номинатив                  | -                          | sepa ve davaxa.                 | Sag xeyli hâfhâf kard.                       | ‌                           | «собака много лаяла»                  |
| Аккузатив                  | -i                         | gerd-i âda ba men               | Hame râ bede be man.                         | ‌                           | «Дай их всех мне!»                    |
| "                          | -e                         | âv-e-m barda                    | Âb râ bordam.                                | ‌                           | «Я заберу воду»                       |
| Аблатив                    | -kâ, -ku («из»)            | ba-i-kâ-r če bapi               | Az u ce mixâhi?                              | ‌                           | «Что ты от него хочешь?»              |
| *Инессив (Локатив?)        | -ka, -anda («в»)           | âstâra-ka tâleši gaf bažēn      | Dar Âstârâ Tâleši gap mizanand.              | ‌                           | «В Астаре говорят по-талышски»        |
| *Комитатив                 | -na («с»)                  | âtaši-na mezâ maka              | Bâ âtaš bâzi makon.                          | ‌                           | «Не играй с огнём!»                   |
| *Бенефактив                | -râ, -ru («для»)           | me-râ kâr baka te-râ yâd bigē   | Barâye man kâr bekon Barâye xodat yâd begir. | ‌                           | «Поработай за меня — поучись за себя» |
| "                          | -ken (как англ. of)        | ha-ken hēsta ča (čečiya)        | Az ân, ce bejâ mânde? (Hamân ke hast, cist?) | ‌                           | «Что из того остаётся?»               |
| "                          | ba («к»)                   | ba em denyâ del mabēnd          | Be in donyâ del maband.                      | ‌                           | «Не привязывайся к этому миру»        |
| Эргатив                    | -i                         | a palang-i do lorzon-i (Aorist) | Ân palang deraxt râ larzând.                 | ‌                           | «Тот леопард тряс дерево»             |

## Письменность
Талышская письменность параллельно использует сразу три графические системы:
- кириллица (в России и, частично, в Азербайджане);
- латиница (в Азербайджане);
- арабское письмо (в Иране).

Талышский кириллический алфавит:
| A a | Б б | В в | Г г | Ғ ғ | Д д | Е е | Ә ә | Ж ж | З з |
| И и | Ы ы | J j | К к | Л л | М м | Н н | О о | П п | Р р |
| С с | Т т | Y ү | Ф ф | Х х | Һ һ | Ч ч | Ҹ ҹ | Ш ш |     |

Современный талышский латинизированный алфавит:
| A a | B b | С с | Ç ç | D d | E e | Ә ә | F f | Ğ ğ | H h |
| X x | I ı | İ i | J j | K k | Q q | L l | M m | N n | O o |
| P p | R r | S s | Ş ş | T t | Ü ü | V v | Y y | Z z |     |